# Poortugaal
Poortugaal – wieś w holenderskiej prowincji Holandia Południowa, na południe od Rotterdamu. Historia wsi sięga XV wieku. Od 1985 razem z wsią Rhoon tworzy gminę Albrandswaard.
Wieś jest połączona z Rotterdamem dzięki stacji metra znajdującej się na linii D.
W miejscowości ma swoją siedzibę założony 20 kwietnia 1927 amatorski klub piłkarski PSV Poortugaal, grający w sezonie 2013/2014 w piątej lidze holenderskiej. Zespół posiada też sekcję kobiecą.
We wsi znajduje się świątynia Holenderskiego Kościoła Reformowanego z przełomu XV i XVI wieku. Została ona wpisana do holenderskiego rejestru zabytków (Rijksmonument) z numerem 32180.